# Abdelaziz Guechir
Abdelaziz Guechir (en arabe : عبد العزيز قشير) est un footballeur international algérien né le 6 avril 1968 à Batna. Il évoluait au poste de milieu de terrain.

## Biographie
Abdelaziz Guechir reçoit huit sélections en équipe d'Algérie entre 1995 et 1996. Il joue son premier match en équipe nationale le 21 octobre 1995, contre le Mali (victoire 0-2). Il joue son dernier match le 28 mai 1996, contre l'équipe d'Oman (victoire 0-1).
Il participe avec la sélection algérienne à la Coupe d'Afrique des nations 1996 organisée en Afrique du Sud. Lors de cette compétition, il ne joue qu'une seule rencontre, face au Burkina Faso (victoire 2-1).
En club, il évolue notamment pendant 13 saisons avec l'équipe du CA Batna.

## Palmarès

### En club
CA Batna
- Coupe d'Algérie :
  - Finaliste : 1996-97.

- Coupe de la Ligue d'Algérie :
  - Finaliste : 1997-98.

### Avec l'équipe d'Algérie
Le tableau suivant indique les rencontres de l'équipe d'Algérie dans lesquelles Abdelaziz Guechir a été sélectionné, du 21 octobre 1995 jusqu'au 28 mai 1996.